# ルナ14号
ルナ14号（ロシア語：Луна-14、ラテン文字表記の例：Luna 14）は、1968年にソビエト連邦によって打ち上げられた月探査機。月を周回しながら観測を行った。

## 概要
ルナ14号は月を周回しながら探査を行うように設計された探査機で、ルナ11号やルナ12号と似た設計になっていた。搭載する観測装置の種類はルナ10号と同様のものだったと考えられている。質量は1700kgだった。
1968年4月7日、ルナ14号はバイコヌール宇宙基地からモルニヤロケットによって打ち上げられた。探査機は地球を周回した後にロケットを点火し、月へ向かう軌道に乗った。4月10日、探査機は近点高度160km、遠点高度840kmの月周回軌道に投入された。ルナ14号は月周回軌道上で、月と地球の質量の相互作用・月の重力異常・荷電粒子や宇宙線・月の動きを調査した。地球との通信の実験も行われた。